# Новотроевка (Гафурийский район)
Новотро́евка (баш. Яңы Троевка) — деревня в Гафурийском районе Башкортостана, входит в состав Мраковского сельсовета. 

## География
Деревня находится на берегу реки Белая.

## Географическое положение
Расстояние до:
- районного центра (Красноусольский): 32 км,
- центра сельсовета (Мраково): 3 км,
- ближайшей ж/д станции (Белое Озеро): 42 км.

## Население
| 2002 | 2009 | 2010 |
| ---- | ---- | ---- |
| 44   | ↗52  | ↘32  |

### Национальный состав
Согласно переписи 2002 года, преобладающая национальность — русские (59 %).

## Известные уроженцы
- Зимин, Юрий Степанович (род. 1958) — советский и российский химик. Доктор химических наук.